# Красноармейская улица (Ломоносов)
Красноарме́йская улица — улица в городе Ломоносове Петродворцового района Санкт-Петербурга. Проходит от Владимирской улицы до Ораниенбаумского проспекта.
Первоначальное название — Ве́ринская улица. Оно известно с 1912 года и происходит от имени дочери землевладельца И. И. Илимова — Веры. В честь самого Илимова назывались Илимовская (ныне улица Красного Флота) и Ивановская (улица Победы) улицы.
В 1934 году улицу переименовали в Красноармейскую. Причина заключалась в том, что в Ораниенбауме в 1918 году была создана Высшая стрелковая школа командного состава Красной армии.

## Перекрёстки

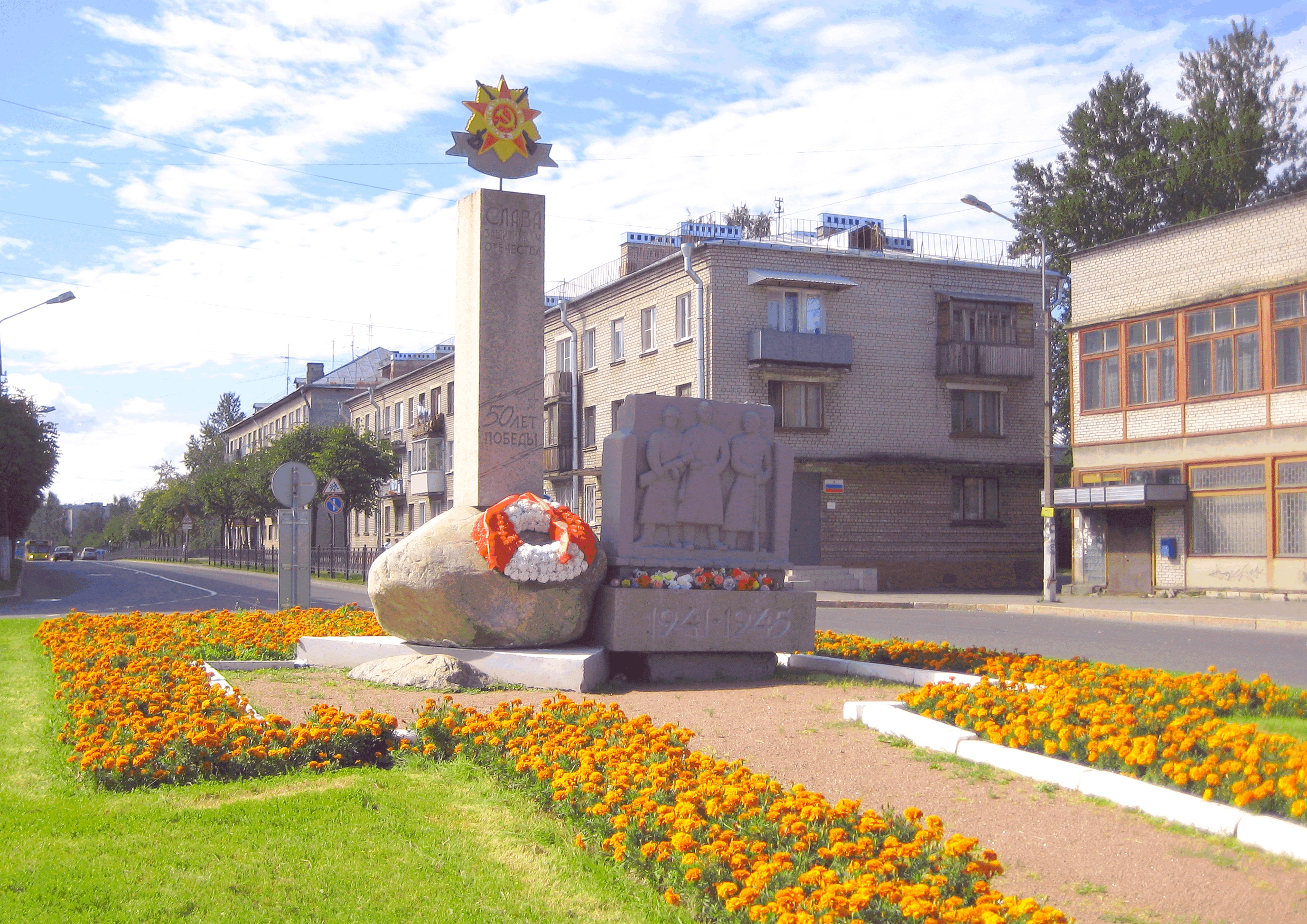
Памятный знак «50 лет Победы в Великой Отечественной войне. 1941—1945» на пересечении Красноармейской улицы и улицы Победы

- Владимирская улица
- улица Победы
- улица Красного Флота
- Ораниенбаумский проспект